# Jørgen Juve
Jørgen Juve (Porsgrunn, 22 de novembre de 1906 - Oslo, 12 d'abril de 1983) fou un futbolista noruec de la dècada de 1930, jurista, periodista i escriptor.
Començà la seva carrera al club del seu poble, l'Urædd. El 1926 es traslladà a Oslo, on fitxà pel Lyn Oslo, club on passà la major part de la seva carrera. La temporada 1930-31 disputà 12 partits pel FC Basel marcant 10 gols.
Disputà 45 partits amb la selecció de futbol de Noruega, en els quals marcà 33 gols. Amb la selecció guanyà la medalla de bronze als Jocs Olímpics de 1936 i participà en el Mundial de 1938.
Fou breument entrenador al Bodø/Glimt el 1939 i el Molde FK el 1948.
Un cop retirat treballà de periodista i escriptor. Edità els diaris Dagbladet de 1928 a 1934, i Tidens Tegn de 1934 a 1940. Treballà a Dagbladet des de 1945. Entre els seus llibres destaquen Alt om fotball (1934), Norsk fotball (1937), i Øyeblikk (1978).